# المنجدة (حبيش)

تعديل مصدري - تعديل

المنجدة محلة تابعة لقرية الزواحي، التابعة لعزلة كومان بمديرية حبيش إحدى مديريات محافظة إب في الجمهورية اليمنية، بلغ تعداد سكانها 100 حسب تعداد اليمن لعام 2004.